# Primera División (Chile) 2005 Clausura
Die Clausura der Primera División 2005, auch unter dem Namen Campeonato Nacional Clausura Copa Banco del Estado 2005 bekannt, war die 78. Spielzeit der Primera División, der höchsten Spielklasse im Fußball in Chile. Beginn der Saison war der 15. Juli und sie endete am 22. Dezember 2005.
Die Saison wurde wie in den Vorjahren in zwei eigenständige Halbjahresmeisterschaften, der Apertura und Clausura, unterteilt.
Die Meisterschaft gewann das Team von CD Universidad Católica, das im Finale CF Universidad de Chile nach Elfmeterschießen besiegen konnte. Für den Klub war es der insgesamt 9. Meisterschaftstitel, der damit wie Apertura-Meister Unión Española für die Copa Libertadores 2006 qualifiziert ist. Neben den beiden Meistern qualifizierte sich auch CSD Colo-Colo als punktbestes Team der Gesamttabelle.
Anhand des Punktedurchschnitts der letzten drei Jahre stiegen Unión San Felipe und Deportes Temuco als Letzter und Vorletzter ab. Über die Relegation stieg auch Deportes Melipilla ab.

## Modus
Die 20 Teams spielen einmalig jeder gegen jeden. Aufgegliedert in vier Gruppen à 5 Teams kommt Gruppensieger in die Finalrunde. Dazu kommen die drei besten Gruppenzweiten sowie der Sieger aus dem Entscheidungsspiel zwischen dem vierten Gruppenzweiten und dem punktbesten Team, das noch nicht qualifiziert ist. Bei einem Unentschieden kommt das Team mit mehr Punkten aus der Ligaphase in die Finalrunde.
Die Finalrunde findet im K.-o.-System mit Hin. und Rückspiel statt. Sieger ist das Team mit mehr Toren in beiden Spielen. Die Auswärtstorregel findet keine Anwendung, sondern bei Torgleichstand geht es ins Elfmeterschießen. Für die Copa Libertadores qualifizieren sich die beiden Meister sowie das punktbeste Team. Die Absteiger werden am Ende der Clausura anhand des Punktedurchschnitts der letzten drei Jahre ermittelt. Die beiden letzten Vereine steigen direkt ab, die beiden Teams auf den Plätzen 17 und 18 spielen Relegationsspiele gegen die qualifizierten Zweitligisten.

## Teilnehmer
Durch die Aufstockung der Liga auf 20 Vereine gab es nur Aufsteiger. Diese waren Deportes Melipilla und Deportes Concepción. Folgende Vereine nahmen daher an der Meisterschaft 2005 teil:
| Mannschaft                | Stadt             |
| ------------------------- | ----------------- |
| Audax Italiano            | Santiago de Chile |
| CD Cobreloa               | Calama            |
| CD Cobresal               | El Salvador       |
| CSD Colo-Colo             | Santiago de Chile |
| Coquimbo Unido            | Coquimbo          |
| Deportes Concepción       | Concepción        |
| Deportes La Serena        | La Serena         |
| Deportes Melipilla        | Melipilla         |
| Deportes Puerto Montt     | Puerto Montt      |
| Deportes Temuco           | Temuco            |
| Everton                   | Viña del Mar      |
| CD Huachipato             | Talcahuano        |
| CD Palestino              | Santiago de Chile |
| Rangers de Talca          | Talca             |
| Santiago Wanderers        | Valparaíso        |
| Universidad Católica      | Santiago de Chile |
| Universidad de Chile      | Santiago de Chile |
| Universidad de Concepción | Concepción        |
| Unión Española            | Santiago de Chile |
| Unión San Felipe          | San Felipe        |

## Ligaphase

### Gruppe A
| Pl. | Verein             | Sp. | S  | U | N  | Tore    | Diff. | Punkte |
| --- | ------------------ | --- | -- | - | -- | ------- | ----- | ------ |
| 1.  | CSD Colo-Colo      | 19  | 15 | 4 | 0  | 033:300 | +30   | 49     |
| 2.  | CD Huachipato      | 19  | 10 | 4 | 5  | 031:200 | +11   | 34     |
| 3.  | Unión San Felipe   | 19  | 9  | 6 | 4  | 028:240 | +4    | 33     |
| 4.  | Deportes Melipilla | 19  | 6  | 5 | 8  | 024:330 | −9    | 23     |
| 5.  | Audax Italiano     | 19  | 5  | 3 | 11 | 017:310 | −14   | 18     |

### Gruppe B
| Pl. | Verein                | Sp. | S  | U | N  | Tore    | Diff. | Punkte |
| --- | --------------------- | --- | -- | - | -- | ------- | ----- | ------ |
| 1.  | CD Cobreloa           | 19  | 11 | 5 | 3  | 034:240 | +10   | 38     |
| 2.  | Coquimbo Unido        | 19  | 6  | 6 | 7  | 024:240 | ±0    | 24     |
| 3.  | Deportes La Serena    | 19  | 5  | 8 | 6  | 023:220 | +1    | 23     |
| 4.  | Santiago Wanderers    | 19  | 6  | 5 | 8  | 017:230 | −6    | 23     |
| 5.  | Deportes Puerto Montt | 19  | 6  | 1 | 12 | 017:390 | −22   | 19     |

### Gruppe C
| Pl. | Verein                    | Sp. | S | U | N | Tore    | Diff. | Punkte |
| --- | ------------------------- | --- | - | - | - | ------- | ----- | ------ |
| 1.  | Unión Española (M)        | 19  | 8 | 4 | 7 | 030:240 | +6    | 28     |
| 2.  | Deportes Concepción       | 19  | 6 | 5 | 8 | 023:210 | +2    | 23     |
| 3.  | Universidad de Concepción | 19  | 5 | 8 | 6 | 023:220 | +1    | 23     |
| 4.  | CD Palestino              | 19  | 4 | 6 | 9 | 024:320 | −8    | 18     |
| 5.  | Deportes Temuco           | 18  | 4 | 5 | 9 | 022:320 | −10   | 17     |

### Gruppe D
| Pl.                                | Verein               | Sp. | S  | U | N  | Tore    | Diff. | Punkte |
| ---------------------------------- | -------------------- | --- | -- | - | -- | ------- | ----- | ------ |
| 1.                                 | Universidad Católica | 19  | 13 | 5 | 1  | 047:170 | +30   | 44     |
| 2.                                 | Universidad de Chile | 19  | 8  | 3 | 8  | 027:280 | −1    | 27     |
| 3.                                 | CD Cobresal          | 19  | 6  | 6 | 7  | 030:340 | −4    | 24     |
| 4.                                 | Everton              | 19  | 6  | 2 | 11 | 017:230 | −6    | 20     |
| 5.                                 | Rangers de Talca     | 19  | 4  | 6 | 9  | 024:320 | −8    | 18     |
| Quelle: rsssf.org, Stand: Endstand |                      |     |    |   |    |         |       |        |

| (M) | Vorjahresmeister |
| (N) | Aufsteiger       |

## Entscheidungsspiel um die Teilnahme zur Finalrunde
|             | Ergebnis |                     |
| ----------- | -------- | ------------------- |
| CD Cobreloa | 5:0      | Deportes Concepción |

Damit qualifiziert sich CD Cobreloa für die Finalrunde.

## Finalrunde

### Viertelfinale
|                     | Gesamt          |                      | Hinspiel | Rückspiel |
| ------------------- | --------------- | -------------------- | -------- | --------- |
| Deportes La Serena  | 4:4 (4:1 i. E.) | CSD Colo-Colo        | 1:1      | 3:3       |
| CD Cobresal         | 3:2             | CD Huachipato        | 2:1      | 1:1       |
| CD Cobreloa         | 2:3             | Universidad Católica | 1:1      | 1:2       |
| Deportes Concepción | 1:2             | Universidad de Chile | 1:2      | 0:0       |

### Halbfinale
|                    | Gesamt |                      | Hinspiel | Rückspiel |
| ------------------ | ------ | -------------------- | -------- | --------- |
| Deportes La Serena | 3:4    | Universidad Católica | 3:3      | 0:1       |
| CD Cobresal        | 4:5    | Universidad de Chile | 2:1      | 2:4       |

### Finale
Das Hinspiel fand am 18., das Rückspiel am 22. Dezember statt.
|                      | Gesamt          |                      | Hinspiel | Rückspiel |
| -------------------- | --------------- | -------------------- | -------- | --------- |
| Universidad de Chile | 2:2 (4:5 i. E.) | Universidad Católica | 0:1      | 2:1       |

Mit dem Erfolg gewann Universidad Católica seinen 9. Meisterschaftstitel.

## Beste Torschützen
| Rang | Spieler             | Klub                | Tore |
| ---- | ------------------- | ------------------- | ---- |
| 1    | César Díaz Escobar  | CD Cobresal         | 13   |
|      | Gonzalo Fierro      | Audax Italiano      | 13   |
|      | Cristián Montecinos | Deportes Concepción | 13   |
| 4    | Francis Ferrero     | Unión San Felipe    | 11   |
|      | Felipe Flores       | Deportes La Serena  | 11   |
|      | Humberto Suazo      | Audax Italiano      | 11   |

## Gewichtete Abstiegstabelle
Die Abstiegstabelle wird anhand der gesammelten Punkte aus der Ligaphase letzten drei Jahre ermittelt. Die Saison 2003 geht mit 20 %, 2004 mit 30 % und die Saison 2005 mit 50 %. Für die Aufsteiger im Jahr 2004 Deportes La Serena und Everton ändert sich die Gewichtung auf 40 % in 2004 und 60 & in 2005 sowie für die Aufsteiger in dieser Saison Deportes Melipilla und Deportes Concepción, die zu 100 % in die Berechnung des Gesamtwerts fließen.
| Pl. | Verein                    | 2003 Pkt. | 2003 Gewichtet | 2004 Pkt. | 2004 Gewichtet | 2005 Pkt. | 2005 Gewichtet | Gesamtwert |
| --- | ------------------------- | --------- | -------------- | --------- | -------------- | --------- | -------------- | ---------- |
| 1.  | Universidad Católica      | 44        | 8,8            | 51        | 15,3           | 93        | 46,5           | 70,6       |
| 2.  | CSD Colo-Colo             | 55        | 11             | 65        | 19,5           | 76        | 38             | 68,5       |
| 3.  | Universidad de Chile      | 43        | 8,6            | 57        | 17,1           | 77        | 38,5           | 64,2       |
| 4.  | Deportes Concepción       | 0         | 0              | 0         | 0              | 61        | 61             | 61         |
| 5.  | CD Cobreloa               | 53        | 10,6           | 62        | 18,6           | 56        | 28             | 57,2       |
| 6.  | CD Huachipato             | 41        | 8,2            | 47        | 14,1           | 65        | 32,5           | 54,8       |
| 7.  | Universidad de Concepción | 56        | 11,2           | 60        | 18             | 46        | 23             | 54,8       |
| 8.  | Unión Española            | 49        | 9,8            | 49        | 14,7           | 50        | 25             | 49,5       |
| 9.  | Everton                   | 0         | 0              | 43        | 17,2           | 53        | 31,8           | 49         |
| 10. | CD Cobresal               | 43        | 8,6            | 34        | 10,2           | 60        | 30             | 48,8       |
| 11. | Santiago Wanderers        | 46        | 9,2            | 50        | 15             | 46        | 23             | 47,2       |
| 12. | Deportes La Serena        | 0         | 0              | 34        | 13,6           | 50        | 30             | 43,6       |
| 13. | Rangers de Talca          | 39        | 7,8            | 33        | 9,9            | 46        | 23             | 40,7       |
| 14. | Audax Italiano            | 43        | 8,6            | 47        | 14,1           | 34        | 17             | 39,7       |
| 15. | CD Palestino              | 43        | 8,6            | 35        | 10,5           | 41        | 20,5           | 39,6       |
| 16. | Coquimbo Unido            | 17        | 3,4            | 47        | 14,1           | 44        | 22             | 39,5       |
| 17. | Deportes Puerto Montt     | 40        | 8              | 37        | 11,1           | 36        | 18             | 37,1       |
| 18. | Deportes Melipilla        | 0         | 0              | 0         | 0              | 37        | 37             | 37         |
| 19. | Unión San Felipe          | 22        | 4,4            | 32        | 9,6            | 41        | 20,5           | 34,5       |
| 20. | Deportes Temuco           | 28        | 5,6            | 45        | 13,5           | 36        | 18             | 34,1       |

## Relegationsspiele
|                       | Gesamt          |                           | Hinspiel | Rückspiel |
| --------------------- | --------------- | ------------------------- | -------- | --------- |
| Provincial Osorno (2) | 2:2 (3:5 i. E.) | Deportes Puerto Montt (1) | 0:1      | 2:1       |
| CD O’Higgins (2)      | 4:3             | Deportes Melipilla (1)    | 1:0      | 3:3       |

Damit steigt CD O’Higgins in die Primera División auf, während Deportes Melipilla in die Primera B absteigt.